# Fissidens submarginatus
Fissidens submarginatus är en bladmossart som beskrevs av Bruch in Krauss 1846. Fissidens submarginatus ingår i släktet fickmossor, och familjen Fissidentaceae. Inga underarter finns listade i Catalogue of Life.